# Jens Schwarz
Jens Schwarz (* 1968) ist ein deutscher Dokumentarfotograf und Dozent.

## Leben
Schwarz wuchs in Ost-Berlin auf, von wo seine Mutter 1976 mit ihm als Achtjährigem in die Bundesrepublik Deutschland floh. Nach dem Abitur in München studierte er Kunstgeschichte in Paris (1990–1991) und München (1991–1994) und absolvierte anschließend dort die Staatliche Fachakademie für Fotodesign (1994–1997). Nach seinem Abschluss arbeitete er als freier Fotograf drei Jahre vorwiegend für das Magazin der Süddeutschen Zeitung (SZ-Magazin) sowie anschließend für zahlreiche weitere deutsche und internationale Redaktionen. In Europa, Afrika, Asien und dem Nahen Osten entstanden dokumentarfotografische Auftragsarbeiten zu Themen wie Ökologie, Menschenrechte und Migration, u. a. für The Guardian, CNN, The New York Times, Vice, Greenpeace-Magazin, Monocle, Geo, Stern, brand eins, Die Zeit und Der Spiegel.
Von 2007 bis 2009 studierte Schwarz Politikwissenschaft und Soziologie an der LMU München und widmete sich in den folgenden Jahren in einem Recherche-basierten Ansatz zunehmend politischen Themen innerhalb seiner fotografischen Arbeit. 2019 war er Co-Kurator des FOTODOKS – Festival für Dokumentarfotografie in München. Im Rahmen eines postgradualen Studiengangs erhielt er 2021 einen Master (Distinction) in Photojournalism and Documentary Photography am London College of Communication, University of the Arts London.
2019 war Jens Schwarz Gastdozent und 2020 Lehrbeauftragter für Dokumentarfotografie an der Hochschule München University of Applied Sciences, Fakultät für Design. In Zusammenarbeit mit Studierenden entstand dort unter seiner Leitung die Onlineplattform Dok12.
Seit 2021 entwickelt Schwarz eigene Mentoring-Formate im Bereich Dokumentarfotografie, so z. B. in Zusammenarbeit mit dem Goethe-Institut einen Workshop in Tirana, Albanien.
Schwarz hat eine erwachsene Tochter und lebt in München.

## Arbeiten
In seiner dokumentarisch-künstlerischen Praxis beschäftigt sich Jens Schwarz in umfangreichen selbstinitiierten Projekten mit gesellschaftspolitischen Themen, die oft um Fragen sozialer Identität und politischer Ideologie kreisen. 2014 erschien seine erste Monographie Beirut Eight Thirteen als fotografisches Langzeitprojekt zu Fragen der sozialen Identität und politischen Instabilität in Beirut, das als Ausstellung im gleichen Jahr unter anderem auch im Stadtmuseum München, Sammlung Fotografie, präsentiert wurde.
2017–18 entstand Themmuns als umfassendes Buch-Projekt und interaktive Website über Jugend in Nordirland, wiederum mit Blick auf gesellschaftliche Identität und Spaltung innerhalb der jungen Generation nach dem Brexit-Referendum. Die Arbeit wurde international für zahlreiche Preise nominiert bzw. prämiert und weltweit auf Fotografie-Festivals wie Format (UK), Photo:Israel oder den Rencontres d’Arles (Frankreich) gezeigt.
2019 wurde Displaced, eine umfassende Multimedia-Arbeit zur Migration in Deutschland, im Contemporary Arts Center in Cincinnati, Ohio, USA, in einer Einzelausstellung präsentiert.
2019–20 arbeitete Schwarz an Blue Donkey & Red Elephant, einem multidisziplinären Dokumentationsprojekt zur Dichotomie der politischen Identitäten innerhalb der amerikanischen Gesellschaft, das als Multimedia-Website online publiziert wurde, 2020 im Amerikahaus München in einer Einzelausstellung mit Video-Installationen und Fotografien gezeigt wurde, und 2021 in einer weiteren Umsetzung als dokumentarischer Essayfilm heraus kam. Die Arbeit wurde als Portfolio-Präsentation auch Teil des Jahrbuchs Fotos für die Pressefreiheit 2021 von Reporter ohne Grenzen.

## Einzel- und Gruppenausstellungen (E/G)
- 2020 Blue Donkey & Red Elephant (E), Amerikahaus, München[6]
- 2019 Displaced (E), Contemporary Arts Center, Cincinnati, USA[7]
- 2019 Themmuns (G), Ilham Gallery, Kuala Lumpur, Malaysia
- 2019 Themmuns (G), Format International Photography Festival, Derby, UK[8]
- 2019 Themmuns (Buchpräsentation), PhotoIreland, Dublin, Irland
- 2019 Themmuns (Screening), Riga Photomonth, Riga, Lettland
- 2019 Themmuns (G), Head On Photo Festival, Sydney, Australien[9]
- 2019 Themmuns (G), Grenze – Arsenali Fotografici, Verona, Italien[10]
- 2018 Themmuns (Screening), Les Rencontres de la Photographie, Arles, Frankreich[11]
- 2018 Themmuns (G), Photo Is:rael, Tel Aviv, Israel[12]
- 2018 Themmuns (Screening), Getxophoto International Image Festival, Getxo, Baskenland
- 2018 Themmuns (Buchpräsentation), Preus National Museum of Photography, Horten, Norwegen
- 2017 Mleeta – Hezbollah theme park (Installation), Der Greif – Panama Plus, München
- 2015 Rec by (G), EasyUpstream gallery, München
- 2015 Displaced (Pop-Up Ausstellung), Lost Weekend, München
- 2014 Beirut Eight Thirteen (E), Fotomuseum, München
- 2012 Ping / Pong (G), Kunstraum, München
- 2009 Beirut Zero Eight (G), Kunsthalle Lothringer13 – Förderpreise 2009, München[13]
- 2005 Beweg’ dich, dann bewegt sich was, Installation, QUIVID–Kunst am Bau, München

## Auszeichnungen und Stipendien
- 2019 Gomma Grant, London, UK, Best Color Picture, Winner, Themmuns[14]
- 2019 Unseen Dummy Award, Amsterdam, Niederlande, Shortlist Themmuns[15]
- 2019 Kuala Lumpur International Portrait Photography Prize, Malaysia, Finalist Themmuns
- 2019 PHmuseum Photography Grant, London, UK, Shortlist Themmuns
- 2018 Luma Rencontres Dummy Book Award Arles 2018, Frankreich; Finalist Themmuns[16]
- 2018 Meitar Award, Tel Aviv, Israel, Finalist, Themmuns[17]
- 2018 Photobook Week Aarhus Dummy Award, Dänemark, Top-3-Finalist, Themmuns
- 2018 Direct Look photo contest, Moskau, Russland, Finalist Themmuns[18]
- 2017 VG Bild-Kunst, Bonn; Projektförderung Themmuns – Youth in Northern Ireland
- 2012 Henri Nannen Preis; Shortlist Beste Fotoreportage Die innere Unsicherheit – Bilder aus Beirut
- 2009 VG Bild-Kunst, Bonn; Projektförderung Beirut Eight Thirteen
- 2009 Förderpreis Fotografie der Stadt München – Nominierung; Beirut Zero Eight (Ausstellung)

## Publikationen
- Beirut Eight Thirteen. Book with a Beard, München 2014, ISBN 978-3-00-046164-4
- Themmuns. Selbstverlag, München 2018
- Displaced – Migration into Germany. Contemporary Arts Center, Cincinnati, Ohio, USA, 2019